# Sotto due bandiere (romanzo)
Sotto due bandiere (titolo originale Under Two Flags) (1867) è un romanzo bestseller di Ouida. Il più famoso dei suoi libri, racconta la storia di un aristocratico inglese, apparentemente in disgrazia, che scompare e si arruola in un battaglione francese in Algeria, vagamente basato sulla Legione straniera francese.

## Trama
Il romanzo parla dell'on. Bertie Cecil (soprannominato Beauty of the Brigades).
In difficoltà finanziarie a causa della propria dissolutezza e della perdita di un'importante somma di denaro ad una corsa di cavalli, e falsamente accusato di falso, ma incapace di difendersi dall'accusa senza ledere "l'onore" di una signora e anche smascherare suo fratello minore (il vero colpevole), Cecil finge la propria morte e si esilia in Algeria dove si arruola in Chasseurs d'Afrique, un reggimento composto da soldati di vari paesi, un po' come la Legione straniera francese.
Dopo che la grande amica d'infanzia di Cecil e la bella sorella dell'amica si fanno vedere in Africa, e dopo una serie di sacrifici melodrammatici di Cecil e della giovane Cigarette, una "figlia dell'esercito" che sacrifica la vita salvando Cecil da un plotone di esecuzione, i principali conflitti vengono risolti e i personaggi sopravvissuti tornano in Inghilterra in cerca di fortuna, titolo e amore.

## Adattamenti

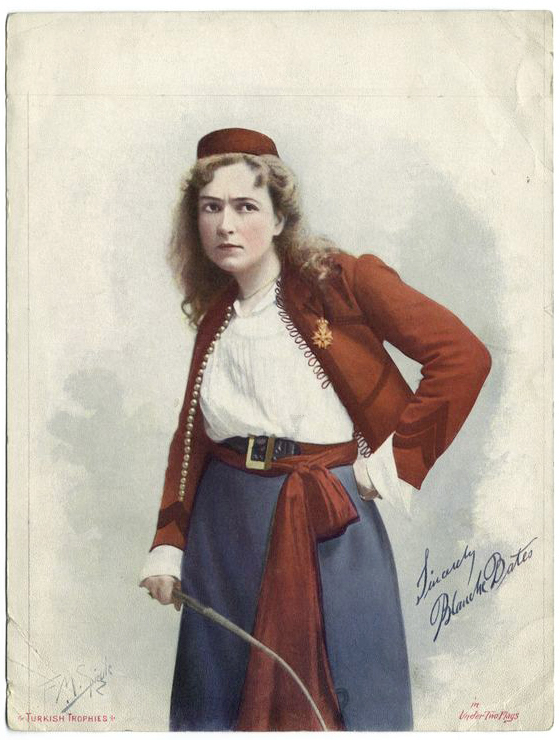
Blanche Bates nel ruolo di Cigarette nella produzione di Broadway di David Belasco di Under Two Flags (1901)

Il libro è servito anche come base per una serie di adattamenti teatrali e cinematografici e nei fumetti.
- Under Two Flags, una commedia di Broadway del 1901 di Paul M. Potter che andò in scena per 135 spettacoli al Garden Theatre, con Blanche Bates e Maclyn Arbuckle, diretta da David Belasco e prodotta da Charles Frohman.[4]
- Under Two Flags (film del 1912), (C'erano due adattamenti del 1912, secondo IMDb).
- Under Two Flags, un cortometraggio del 1915 interpretato da Gertrude Astor[5][6]
- Under Two Flags, film del 1916 interpretato da Theda Bara
- Sotto due bandiere, film del 1922 diretto da Tod Browning con Priscilla Dean
- Sotto due bandiere film del 1936) con Ronald Colman, Claudette Colbert, Victor McLaglen e Rosalind Russell
- Classics Illustrated # 86 Under Two Flags, adattamento a fumetti di Maurice del Bourgo